# Suezichthys
Suezichthys es un género de peces de la familia de los Labridae y del orden de los Perciformes.

## Especies
Existen 10 especies de este género, de acuerdo con FishBase:
- Suezichthys arquatus Russell, 1985
- Suezichthys aylingi Russell, 1985
- Suezichthys bifurcatus Russell, 1986
- Suezichthys caudavittatus (Steindachner, 1898)
- Suezichthys cyanolaemus Russell, 1985
- Suezichthys devisi (Whitley, 1941)
- Suezichthys gracilis (Steindachner & Döderlein, 1887)
- Suezichthys notatus (Kamohara, 1958)
- Suezichthys russelli Randall, 1981
- Suezichthys soelae Russell, 1985